# Episteme latimargo
Episteme latimargo är en fjärilsart som beskrevs av George Francis Hampson 1891. Episteme latimargo ingår i släktet Episteme och familjen nattflyn. Inga underarter finns listade i Catalogue of Life.